# Johan Jönson
Johan Jönson, född 19 juli 1966 i Borås, är en svensk författare och poet. Han debuterade som författare 1992 och har till 2021 givit ut ett tjugotal böcker.

## Biografi
Jönson är född i Borås, uppväxt i och kring Sundsvall, och flyttade till Stockholm 1990.
I samband med att Jönson var månadens diktare i Sveriges Radio P1:s Dagens dikt i mars 2015 citerades han:
Jag gör poesiböcker, ett femtontal hittills, av lust, vilja och nog också för att få tid att gå. Har (så vitt jag vet) ingen särskild poetik att illustrera, men mina senaste böcker har varit upptagna av montagets estetik, på längd och tvär, dialektiskt och utan slut. De har också varit relativt tjocka, med många sidor, som bokliga former av det levandes outplånliga princip; av kamp, arbete, språk mot språk, tolkning, kropp, njutning – alltid och överallt dubblerat av död i otaliga skepnader och med oändligt tålamod, förstås.
Jönson har samarbetat med danskompaniet ccap (koreograf Cristina Caprioli), bland annat i styckena The Piece (2012), Petrolio 2 (2014), A Line_up (2017), Petrolio 22 (2022) och med performanceartisterna Maike Lond Malmborg och Iggy Lond Malmborg i 99 words for void (2015), Physics and Phantasma (2017), Things In My Mouth (2019), Iris, pupil, retina, etc (2022), SATAN (2023), med regissören Anders Paulin i Negativiteten (2025) och med musikern Mats Gustafsson i en fortgående serie duon, liksom också med Erik Pauser och Lars Tunbjörk i Maskinen - en film om poeten Johan Jönson (visad i SVT 2013).
Han har medverkat i fotografen Johan Sundgrens bok I lampans sken (2012); samt skrivit halvdussinet pjästexter, bland annat gränsmaterial ww4 (1999), extasy +/- noll (2001), woyzeckmaskinen (2003), Logosfält (2005), Zoembient (2010)och mellan 1997 och 2008 dryga dussintalet monologer, en sorts bruksdramatik om framför allt sociala och fackliga frågor, till teatergruppen Teatermaskinen.

## Priser och utmärkelser
- 2008 – Aftonbladets litteraturpris[2]
- 2009 – Nominering till Nordiska rådets litteraturpris[4]
- 2009 – Nominering till Norrlands litteraturpris
- 2009 – Albert Bonniers stipendiefond för yngre och nyare författare
- 2010 – Nominering till Augustpriset[5]
- 2012 – Eyvind Johnson-priset
- 2014 – Albert Bonniers stipendiefond för svenska författare
- 2015 – Nominering till Norrlands litteraturpris
- 2016 – Nominering till Västerbottens-Kurirens kulturpris
- 2017 – Gerard Bonniers lyrikpris
- 2017 – International Poetry Award of Novi Sad (Serbien)
- 2020 – Nominering till Norrland litteraturpris
- 2020 – Sveriges Radios lyrikpris
- 2020 – Nominering till Nordiska rådets litteraturpris
- 2021 - Stiftelsen Natur och kulturs särskilda stipendium
- 2022 - Lars Ahlin-priset
- 2024 – Karl Vennbergs pris[6]
- 2024 - Nominering till Nordiska rådets litteraturpris
- 2025 - Doblougska priset